# Charles de Gerville
Charles-Alexis-Adrien Duhérissier de Gerville (Gerville-la-Forêt, 19 settembre 1769 – Valognes, 26 luglio 1853) è stato un archeologo e naturalista francese.
Nel 1818 utilizzò la dizione romanico - intendendo il collegamento con la lingua romanza - in una lettera ad Auguste Le Prévost; l'amico Arcisse de Caumont applicò e pubblicizzò il termine all'interno del suo saggio sull'architettura del IX e X secolo, intitolato Essaie sur l'architecture du moyen âge, particulièrement en Normandie, edito nel 1824.